# Adaaque ibne Cais Axaibani
Adaaque ibne Cais Axaibani (em árabe: الضَحَّاك بن قيس الشيباني; romaniz.: ad-Dahhak ibn Qais ax-Xaibani) foi o líder de uma amplas, mas malsucedida, rebelião carijita no Iraque contra o califa omíada Maruane II (r. 744–750) de 745 até sua morte em 746.

## Vida

### Crise califal e revolta carijita

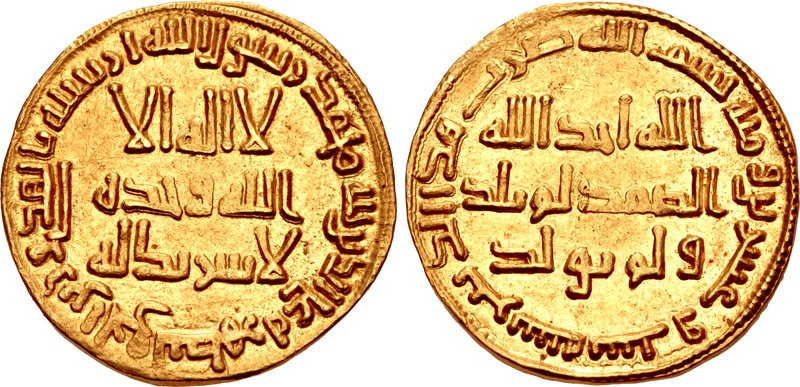
Dinar de ouro de r.

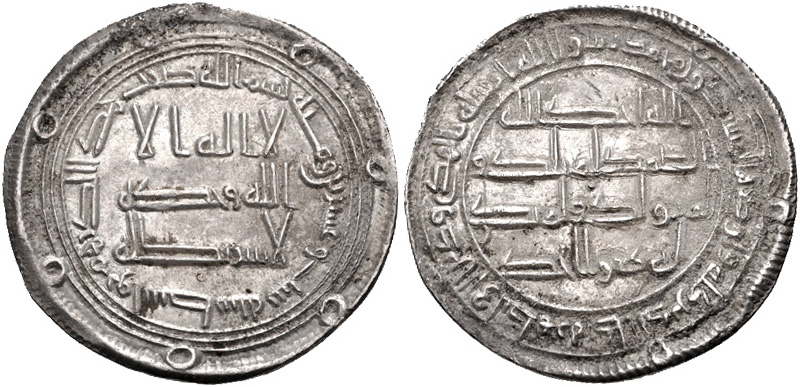
Dirrã de Ibraim ibne Ualide r.

A deposição de Ualide II (r. 743–744) na primavera de 744 iniciou uma período turbulento no Califado Omíada; seu sucessor Iázide III (r. 744) morreu dentro de poucos meses, e o ambicioso governador da Armênia e Azerbaijão Maruane ibne Maomé, rebelou-se contra o sucessor designado de Iázide, Ibraim ibne Ualide (r. 744). Maruane conseguiu adquirir o controle de Damasco e Síria, mas em outros lugares a sua autoridade variou de teórico para não-existente. No Iraque, este tumulto se espalhou na forma de uma luta entre o governador de Iázide III, Abedalá ibne Omar e o nomeado de Maruane, Náder ibne Saíde Alaraxi. Este conflito permitiu aos carijitas, uma seita muçulmana originada na Mesopotâmia, se erguesse. Esta revolta foi inicialmente liderada por Saíde ibne Badal, mas ele logo morreu de prega, e foi sucedido por Daaque.
Daaque rapidamente reuniu um exército considerável, e conseguiu derrotar os dois governadores rivais, que haviam juntado forças, em abril/maio de 745. No rescaldo da derrota deles, Alharaxi retornou para Maruane e Abedalá ibne Omar retirou-se para a fortaleza de Uacite, onde foi logo sitiado. Em agosto, contudo, ibne Omar desistiu e, num ato improcedente para para um membro da dinastia omíada e da própria tribo coraixita do profeta, fez reverência a Daaque, que não era e nem tinha sido declarado califa por seus seguidores. Cufa foi ocupada pelas forças de Daaque e tornou-se sua sede, enquanto ibne Omar foi nomeado governador de Uacite, Iraque oriental e Pérsia ocidental. A generosidade de Daaque para recompensar seus apoiantes, bem como a atrativa doutrina carijita aumentou ainda mais suas fileiras, até seu exército alcançar alegados 120 mil homens. Entre eles, o famoso general Solimão, filho do califa Hixame ibne Abedal Maleque e oponente de Maruane, procurou refúgio com ele.

### Fim da rebelião

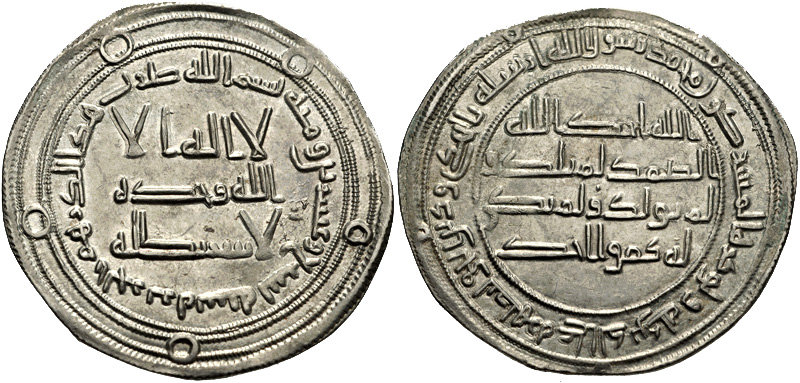
Dirrã do califa r.

Enquanto Maruane estava preocupado com o cerco do irmão de Solimão, Saíde, e seus apoiantes em Homs, Daaque marchou para a Jazira (Mesopotâmia Superior). Após tomar Moçul, Maruane ordenou que seu filho Abedalá, que residia em Harã, confrontasse os carijitas. Abedalá, contudo, foi derrotado e retirou-se para Nísibis, onde foi sitiado. Após a queda de Homs, contudo, Maruane moveu-se rapidamente para leste com seu exército. Os dois exércitos encontraram-se em Algaz em Cafartuta em agosto/setembro de 746, e as forças de Daaque foram decisivamente derrotadas, com Daaque caindo em combate. Seu sucessor, Alcaibari, tentou renovar o ataque, mas também foi morto. A rebelião carijita persistiu, sob Abu Dulafe, por mais um ano, mas pelo fim de 747, a Mesopotâmia, Iraque e Pérsia foram assegurados por Maruane.